# When Baby Forgot
When Baby Forgot è un film muto del 1917 diretto da W. Eugene Moore (Eugene Moore). Aveva come interpreti la piccola Baby Marie Osborne, Fred Newburg, Marguerite Nichols e Lee Hill.

## Trama
Come le ha insegnato sua madre, la piccola Marie Watson prega ogni sera prima di andare a letto. Quando i suoi genitori si lasciano, Marie resta affidata al padre. La bambina soffre molto per la mancanza della mamma, non ricordando nemmeno le preghiere della sera. Febbricitante, Marie invoca la presenza di sua madre e il fedele maggiordomo, mosso a compassione, chiama la signora Watson. Riuniti al capezzale della loro piccola, i due genitori passano sopra le loro incomprensioni e decidono di riunire la famiglia, salvando il loro matrimonio.

## Produzione
Il film fu prodotto dalla Lasalida Film Corporation, una compagnia creata per produrre i film di Baby Marie.

## Distribuzione
Distribuito dalla Gold Rooster Play (Pathé Exchange), il film uscì nelle sale cinematografiche statunitensi il 24 giugno 1917. In Francia, dove uscì il 15 marzo 1918, fu distribuito con il titolo La Prière de l'enfant.